# 하호정
하호정(河好貞, 1980년 3월 5일 ~ )은 대한민국의 바둑 기사이다. 현재 대한민국 여자기사회 회장이다.

## 약력
1991년 KBS 바둑큰잔치 여류부에서 우숭하며, 1992년에 제4기 쌍용증권배 바둑여왕전에서 우승하였고, 같은 해 최연소 만 12세에 11월에 입단하였고, 2006년 3단을 거쳐 2013년 7월 4단으로 승단하였다. 1994년 제1회 보해컵 본선에 진출하였고, 1999년 제1회 여류명인전 본선에 올랐다. 2000년 제7기 여류프로국수전과 제2기 여류명인전 본선에 진출했다. 2005년 프로 바둑 기사 이상훈과 결혼하였다.